# تايلور
تايلور (بالإنجليزية: Taylor)‏ هي مدينة في مقاطعة وين، ميشيغان في الولايات المتحدة. بلغ عدد السكان 63,131 في تعداد عام 2010. كانت تايلور تعرف أصلا باسم بلدة تايلور وصوت سكان البلدة لإدراج مدينة تايلور في عام 1968. تايلور ترتيبها 17 بين أكثر المدن اكتظاظا بالسكان في ميشيغان وترتيبها 418 بين أكبر مدن الولايات المتحدة.
سميت البلدة «تايلور» تكريما لزاكاري تايلور، البطل الوطني العسكري في أربيعينات القرن التاسع عشر، الذي تقدم ليتم انتخاب الرئيس 12 للولايات المتحدة في عام 1849. ونظمت بلدة تايلور في 16 مارس 1847 في مساحة 24 ميلا مربعا (62 km2) التي كانت في الأصل جزءا من بلدة إسكورس، ميشيغان. وتقع 18 ميلا (29 كلم) جنوب غرب ديترويت.

## التركيبة السكانية
حدّد مكتب تعداد الولايات المتحدة بيانات التركيبة السكانية لتايلور في تعداد الولايات المتحدة. في ما يلي، التركيبة السكانية حسب تعدادي 2000 و2010.

### تعداد عام 2000
بلغ عدد سكان تايلور 65,868 نسمة بحسب تعداد عام 2000، وبلغ عدد الأسر 24,776 أسرة وعدد العائلات 17,751 عائلة مقيمة في المدينة. في حين سجلت الكثافة السكانية 1,076.1 نسمة لكل كيلومتر مربع (2,787.1/ميل2). وبلغ عدد الوحدات السكنية 25,905 وحدة بمتوسط كثافة قدره 423.2 لكل كيلومتر مربع (1,096.1/ميل2).
وتوزع التركيب العرقي للمدينة بنسبة 86.13% من البيض و8.75% من الأمريكيين الأفارقة و0.68% من الأمريكيين الأصليين و1.63% من الأمريكيين ذوي الأصول الآسيوية و0.03% من سكان جزر المحيط الهادئ و0.75% من الأعراق الأخرى و2.04% من عرقين مختلطين أو أكثر و3.24% من الهسبانيون أو اللاتينيون من أي عرق.
بلغ عدد الأسر 24,776 أسرة كانت نسبة 38.9% منها لديها أطفال تحت سن الثامنة عشر تعيش معهم، وبلغت نسبة الأزواج القاطنين مع بعضهم البعض 48.7% من أصل المجموع الكلي للأسر، ونسبة 17.4% من الأسر كان لديها معيلات من الإناث دون وجود شريك،  بينما كانت نسبة 5.5% من الأسر لديها معيلون من الذكور دون وجود شريكة وكانت نسبة 28.4% من غير العائلات. تألفت نسبة 23.1% من أصل جميع الأسر من عدة أفراد يعيشون في نفس المنزل ونسبة 7.6% كانت تتألف من شخص يعيش بمفرده يبلغ من العمر 65 عاماً أو أكثر. وبلغ متوسط حجم الأسرة المعيشية 2.63، أما متوسط حجم العائلات فبلغ 3.09.
بلغ العمر الوسطي للسكان 33.9 عاماً. وكانت نسبة 27.2% من القاطنين تحت سن الثامنة عشر، وكانت نسبة 9.3% بين الثامنة عشر والرابعة والعشرين عاماً، ونسبة 30.9% كانت واقعةً في الفئة العمرية ما بين الخامسة والعشرين والرابعة والأربعين عاماً، ونسبة 21.4% كانت ما بين الخامسة والأربعين والرابعة والستين، ونسبة 10.3% كانت ضمن فئة الخامسة والستين عاماً فما فوق. يوجد لكل 100 أنثى 93.7 ذكر، ويوجد لكل 100 أنثى في الثامنة عشر من عمرها فما فوق 90.0 ذكر.
بلغ متوسط دخل الأسرة في المدينة 42,944 دولارًا، أما متوسط دخل العائلة فبلغ 48,304 دولارًا. وكان متوسط دخل الذكور 41,170 دولارًا مقابل 25,999 دولارًا للإناث. وسجل دخل الفرد الخاص بالمدينة 19,638 دولارًا. وكانت نسبة 8.9% من العائلات ونسبة 10.8% من السكان تحت خط الفقر، وكان من هؤلاء نسبة 16.8% تحت سن الثامنة عشر ونسبة 6.5% في الخامسة والستين من العمر وما فوق.

### تعداد عام 2010
بلغ عدد سكان تايلور 63,131 نسمة بحسب تعداد عام 2010، وبلغ عدد الأسر 24,370 أسرة وعدد العائلات 16,700 عائلة مقيمة في المدينة. في حين سجلت الكثافة السكانية 1,031.4 نسمة لكل كيلومتر مربع (2,671.3/ميل2). وبلغ عدد الوحدات السكنية 26,422 وحدة بمتوسط كثافة قدره 431.7 لكل كيلومتر مربع (1,118.1/ميل2).
وتوزع التركيب العرقي للمدينة بنسبة 77.98% من البيض و15.85% من الأمريكيين الأفارقة و0.53% من الأمريكيين الأصليين و1.78% من الأمريكيين ذوي الأصول الآسيوية و0.03% من سكان جزر المحيط الهادئ و1.28% من الأعراق الأخرى و2.56% من عرقين مختلطين أو أكثر و5.08% من الهسبانيون أو اللاتينيون من أي عرق.
بلغ عدد الأسر 24,370 أسرة كانت نسبة 35.3% منها لديها أطفال تحت سن الثامنة عشر تعيش معهم، وبلغت نسبة الأزواج القاطنين مع بعضهم البعض 41.4% من أصل المجموع الكلي للأسر، ونسبة 20.4% من الأسر كان لديها معيلات من الإناث دون وجود شريك،  بينما كانت نسبة 6.8% من الأسر لديها معيلون من الذكور دون وجود شريكة وكانت نسبة 31.5% من غير العائلات. تألفت نسبة 25.5% من أصل جميع الأسر من عدة أفراد يعيشون في نفس المنزل ونسبة 9.1% كانت تتألف من شخص يعيش بمفرده يبلغ من العمر 65 عاماً أو أكثر. وبلغ متوسط حجم الأسرة المعيشية 2.56، أما متوسط حجم العائلات فبلغ 3.05.
بلغ العمر الوسطي للسكان 36.9 عاماً. وكانت نسبة 24.7% من القاطنين تحت سن الثامنة عشر، وكانت نسبة 10% بين الثامنة عشر والرابعة والعشرين عاماً، ونسبة 26.5% كانت واقعةً في الفئة العمرية ما بين الخامسة والعشرين والرابعة والأربعين عاماً، ونسبة 26.1% كانت ما بين الخامسة والأربعين والرابعة والستين، ونسبة 12.8% كانت ضمن فئة الخامسة والستين عاماً فما فوق. وتوزع التركيب الجنسي للسكان بنسبة 47.9% ذكور و52.1% إناث.

## أعلام
- مارتي كافناغ
- جو س.
- رون آدامز
- مايك هاو